# San José del Monte
San José del Monte är en ort i Mexiko.   Den ligger i kommunen Tototlán och delstaten Jalisco, i den centrala delen av landet, 400 km väster om huvudstaden Mexico City. San José del Monte ligger 1 791 meter över havet och antalet invånare är 107.
Terrängen runt San José del Monte är huvudsakligen kuperad, men åt nordväst är den platt. Runt San José del Monte är det ganska tätbefolkat, med 60 invånare per kvadratkilometer. Närmaste större samhälle är Tototlán, 9,1 km sydost om San José del Monte. I omgivningarna runt San José del Monte växer huvudsakligen savannskog.